# میساوا ۷۱۲۸
سیارک ۷۱۲۸ (به انگلیسی: 7128 Misawa، نامگذاری:1991SM1) هفت هزار و صد و بیست و هشتمین سیارک کشف شده‌است که در ۳۰ سپتامبر ۱۹۹۱ کشف شد.
قدر مطلق سیارک برابر ۱۲٫۸۰ است.